# Duntryleague
Das Passage Tomb von Duntryleague (irisch Dún Trí Liag, deutsch „das Dún der drei Säulen“), auch als Dermot and Grania’s Bed oder Darby’s Bed bekannt, ist ein National Monument in einem Wald auf dem Duntryleague Hill bei Galbally im County Limerick in Irland. 
Das seines deckenden Hügels beraubte Passage Tomb hat 22 Tragsteine des Ganges und der etwa 3,0 m langen und 1,5 m breiten Kammer behalten, von der auch zwei der drei erhaltenen Decksteine stammen. Das etwa 3500 v. Chr. entstandene, seltene Beispiel eines Passage Tombs mit einer Aufweitung im Osten und einer Seitenkammer Westen unmittelbar vor der Kammer und den Resten einer Exedra im Norden hat eine ungewöhnliche Form, mit wie sie häufiger in der Bretagne statt im südlichen Irland vorkommt.
Nach einer Legende ist es das Grab von Ailill Aulom (Oilill Olum), einem König von Munster aus dem 3. Jahrhundert.